# Arboleda en San Pedro Garza García
Arboleda es un proyecto inmobiliario ubicado en el municipio de San Pedro Garza García, en el estado de Nuevo León, México. Con algunos edificios residenciales ya habitados y otros en etapa de construcción, este plan maestro ocupará 16 hectáreas, de las cuales 5 están destinadas a áreas verdes, y se encuentra en el Distrito Valle del Campestre, en San Pedro Garza García, Nuevo León. 
Su diseño arquitectónico estuvo a cargo de Pelli Clarke Pelli Architects, aunque cada una de sus torres residenciales cuenta con el trabajo de diversas firmas de arquitectura. Hay colaboraciones de KMD Arquitectos, Rodrigo de la Peña, y Tatiana Bilbao Estudio.
El proyecto es considerado de alta gama y cuenta con amenidades como albercas, terrazas, áreas sociales y recreativas, etc. Los departamentos también tienen acceso a zonas comerciales, jardines privados y vistas a la Sierra Madre.
Los miembros de la Familia Arboleda actual son los siguientes:

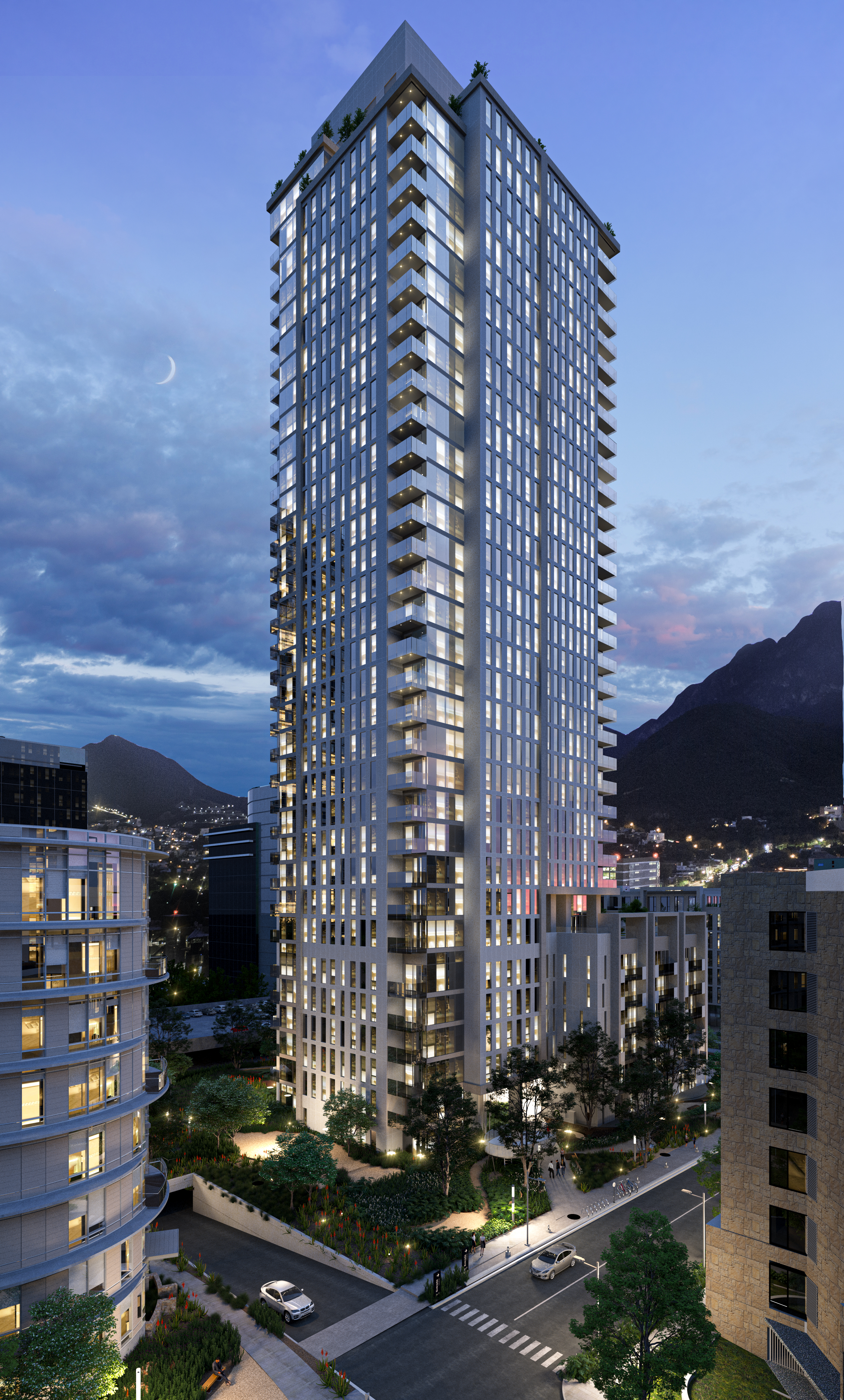
El Árbol es uno de los proyectos residenciales de Arboleda.

Magnolia: Villas de 285 hasta 549m2. De 1 a 2 plantas y hasta 3 recámaras.
Dahlia: Departamentos de 222 hasta 346m2.

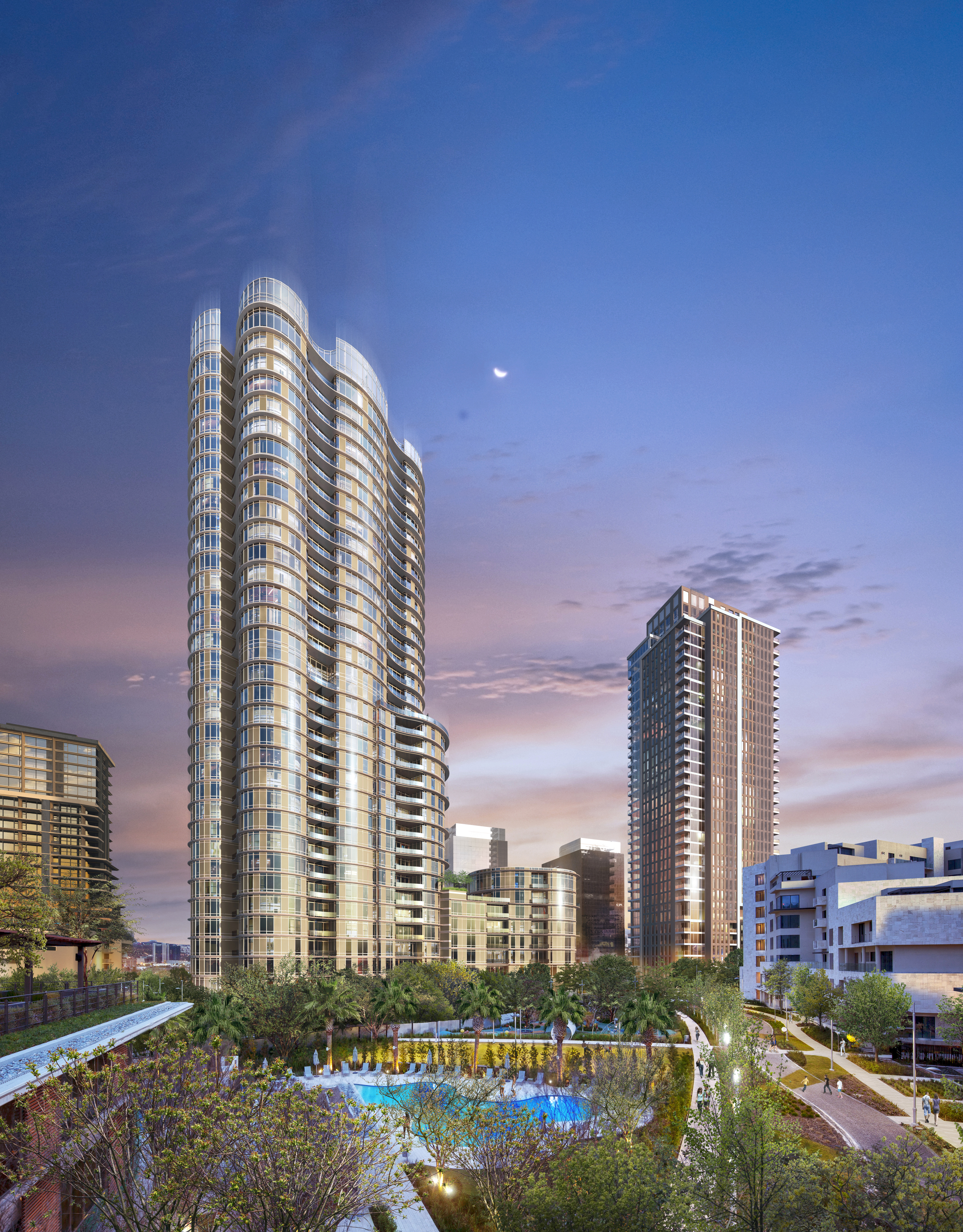
Las residencias de La Nube fueron diseñadas por César Pelli.

Cássea: Departamentos de 238m2 y hasta 2 recámaras.
La Nube: Luxury villas que van de 130 a 445m2.
El Árbol: Residencias con 2000m2 de áreas verdes.
Roble 700: Departamentos de 80 a 140m2.
Arboleda también conecta con Parque Arboleda, un centro comercial con restaurantes, tiendas y cafeterías.

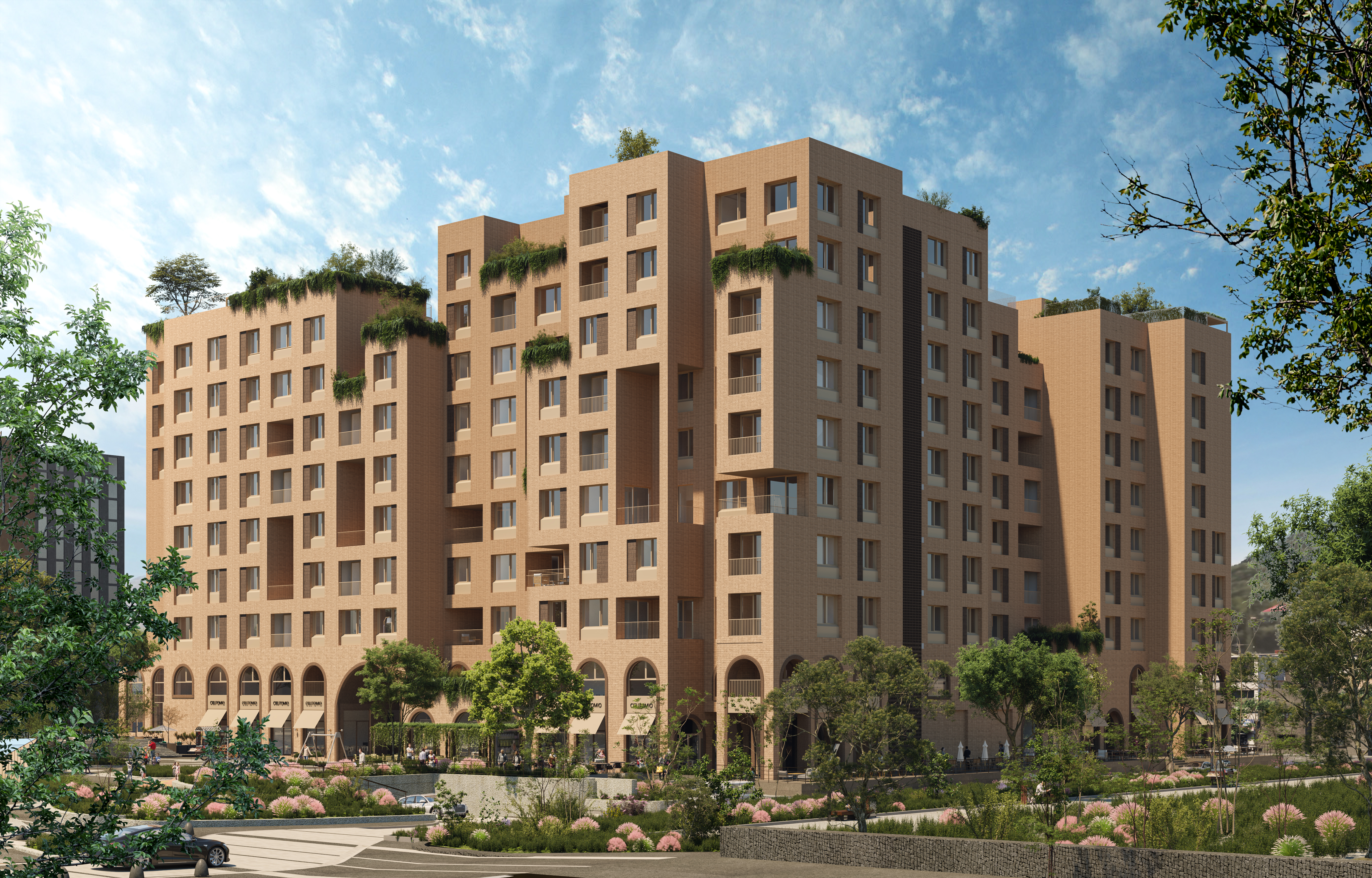
Roble 700 fue diseñado por la arquitecta mexicana Tatiana Bilbao.

El área residencial de Arboleda  destaca por implementar constantemente acciones pro ambientalistas. Debido a su naturaleza sostenible y uso de energías alternativas, el edificio de Casa Club Arboleda cuenta con una certificación LEED Platinum. Esta es una de las certificaciones más importantes en la industria de la construcción. Los complejos se han diseñado con base en el International Building Code, que dicta clasificaciones para los acabados de interiores y materiales utilizados, todo a favor del medio ambiente.También utiliza sistemas mecánicos en ASHRE, sociedad que busca el bienestar a través de tecnología sostenible.  